# 長物守
長物 守（ながもの まもる）は、日本のライトノベル作家。

## 経歴
前職を離れた後、年間4 - 6本ほどのペースで作品を執筆し、各賞への応募生活を送る。
第4回GA文庫大賞応募作品『木崎君と呼ばないで』にて奨励賞を受賞（発売時に「木崎君と呼ばないで！」に改題）。

## 人物
ペンネームは、自身が尊敬するデザイナー・漫画家の永野護に由来する。
ゲームを趣味としており、「ファンタシースターオンラインシリーズ」、「モンスターハンターシリーズ」、「世界樹の迷宮シリーズ」の二次創作小説を自身のサイトで公開している。
また、非商業作品をカクヨム、pixivでも発表している。

## 作品リスト

### 木崎くんと呼ばないで！
GA文庫。全3巻。イラストレーションはみけおう。
| 発売日        | タイトル                | ISBN              |
| ------------- | ----------------------- | ----------------- |
| 2012年5月15日 | 木崎くんと呼ばないで!   | 978-4-7973-6993-9 |
| 2012年9月18日 | 木崎くんと呼ばないで! 2 | 978-4-7973-7149-9 |
| 2013年2月16日 | 木崎くんと呼ばないで! 3 | 978-4-7973-7308-0 |

### 忘却剣士の聖刃詩篇《エクセリオ》
GA文庫。全2巻。イラストレーションは赤賀博隆。
| 発売日        | タイトル                          | ISBN              |
| ------------- | --------------------------------- | ----------------- |
| 2014年3月17日 | 忘却剣士の聖刃詩篇《エクセリオ》  | 978-4-7973-7585-5 |
| 2014年9月12日 | 忘却剣士の聖刃詩篇《エクセリオ》2 | 978-4-7973-8037-8 |

### ウォーエルフ・オンライン
GA文庫。全2巻。イラストレーションはU35。
| 発売日        | タイトル                  | ISBN             |
| ------------- | ------------------------- | ---------------- |
| 2016年3月12日 | ウォーエルフ・オンライン  | 978-47973-8617-2 |
| 2016年8月9日  | ウォーエルフ・オンライン2 | 978-47973-8884-8 |

### パラレイドデイズ
いずみノベルズ。続刊。イラストレーションはけんこ。

「カクヨム」、「小説家になろう」にて連載の「リレイヤーズ・エイジ」を、書籍版として加筆修正・リファインした作品。
| 発売日         | タイトル          | ISBN             |
| -------------- | ----------------- | ---------------- |
| 2024年10月25日 | パラレイドデイズ① | 978-42956-0246-0 |
| 2025年1月31日  | パラレイドデイズ② | 978-42956-0318-4 |
| 2025年5月30日  | パラレイドデイズ③ | 978-42956-0316-0 |
| 2025年7月25日  | パラレイドデイズ④ | 978-42956-0380-1 |